# Michèle Audin
Pour les articles homonymes, voir Audin.
Michèle Audin, née le 3 janvier 1954 à Alger, est une mathématicienne et écrivaine française.
Issue d'une famille de pieds-noirs, Michèle Audin a vu son enfance marquée par la guerre d'Algérie avec la disparition de son père Maurice Audin en 1957.
Elle a exercé comme professeure de mathématiques à l'université de Strasbourg et conduit à des avancées dans le domaine de la géométrie symplectique.
En plus de ses travaux mathématiques, elle a publié des ouvrages concernant l'histoire des mathématiques, l'histoire de la Commune de Paris ainsi que des ouvrages littéraires influencés par sa participation à l'Oulipo.

## Biographie
Elle est la fille du mathématicien Maurice Audin et de la professeure de mathématiques Josette Audin, tous deux pieds-noirs et militants politiques. Alors qu'elle est enfant, son père meurt sous la torture,, en juin 1957 en Algérie, après avoir été arrêté par les parachutistes du général Massu. Dans le cadre de l'action pour la vérité autour de l'assassinat de son père, elle a refusé en 2009 la Légion d'honneur et justifié sa décision par le refus du président de la République, Nicolas Sarkozy, de répondre à une lettre de sa mère à propos de la disparition de son père. En 1966, sa mère quitte l'Algérie et s'installe en 1967 à Argenteuil avec Michèle et ses deux frères Louis et Pierre.
Michèle Audin étudie à l'École normale supérieure (Sèvres), et soutient en 1986 une thèse d'État intitulée Cobordismes d'immersions lagrangiennes et legendriennes sous la direction de François Latour à l'université Paris-Sud. Elle devient ensuite professeure à l'Institut de recherche mathématique avancée (IRMA) de l'université de Strasbourg du 1er avril 1987 jusqu'à sa retraite anticipée le 28 février 2014. À côté de son activité de mathématicienne, elle mène une intense activité littéraire personnelle et au sein de l'Oulipo.
Elle a été présidente de l'association Femmes et mathématiques en 1990 et 1991.

## Travaux

### Mathématiques
Les travaux de recherche de Michèle Audin appartiennent principalement au domaine de la géométrie symplectique, branche de la géométrie utilisée pour étudier la mécanique classique, newtonienne puis hamiltonienne, puis à l'étude des systèmes intégrables. Elle a publié de nombreux articles et monographies sur ces sujets.
Michèle Audin a prêté une attention particulière au programme fondateur de la topologie symplectique lancé par le mathématicien russe Vladimir Arnold. La thèse de Michèle Audin puise dans la théorie du cobordisme de  René Thom pour contribuer au programme topologique d’Arnold. La mécanique y conduisant naturellement, Michèle Audin a ensuite orienté ses recherches sur les aspects dynamiques et plus spécialement sur les systèmes hamiltoniens.
Dans sa monographie sur les toupies, Spinning tops: A Course on Integrable Systems, Michèle Audin traite en détail la question de savoir si un système dynamique est intégrable, question centrale de ses recherches ultérieures. Un exemple particulièrement éclairant provient de son article Sur la réduction symplectique appliquée à la non-intégrabilité du problème du satellite. Son travail sur les mathématiques de la toupie de Sofia Kovalevskaya l’a amenée à écrire ensuite un autre ouvrage, à la fois mathématique, historique et plus personnel, sur cette mathématicienne : Souvenirs sur Sofia Kovalevskaya.

### Histoire des mathématiques

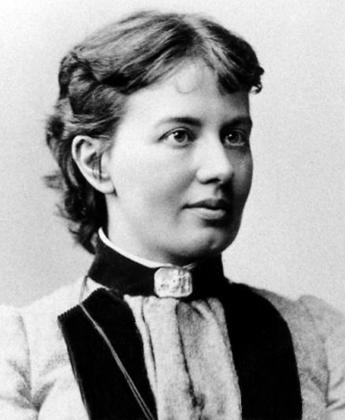
Sofia Kovalevskaïa

Motivée par l'histoire des mathématiques, de la communauté des mathématiciennes et mathématiciens, Michèle Audin a notamment publié la correspondance (1928-1991) de deux membres du groupe Bourbaki, les mathématiciens Henri Cartan et André Weil. Elle a également publié un ouvrage consacré à la mathématicienne russe Sofia Kovalevskaïa, écrit la première biographie du mathématicien Jacques Feldbau, et documenté la genèse de la dynamique holomorphe moderne (avec des portraits détaillés des protagonistes principaux : Pierre Fatou, Gaston Julia et Paul Montel).
Elle contribue régulièrement sur des sujets historiques au site Images des mathématiques.

### Histoire de la Commune de Paris
Passionnée par l'insurrection de la Commune de Paris de 1871, Michèle Audin participe à la documentation de son histoire ainsi qu'à sa mémoire. Elle tient un blog sur le sujet et est l'autrice de cinq ouvrages, parus de 2017 à 2021. Deux fictions aux éditions Gallimard, Comme une rivière bleue (2017) et Josée Meunier, 19 rue des Juifs (2021), ainsi que trois livres historiques chez Libertalia. Le premier, Eugène Varlin, ouvrier relieur 1839-1871 (2019), est une anthologie des différents écrits d'Eugène Varlin, certains non publiés depuis leur parution originale. Le deuxième, C'est la nuit surtout que le combat devient furieux (2020), publie la correspondance d'Alix Payen, ambulancière méconnue, et de sa famille fouriériste, qui ont échangé pendant les quelques mois de l'insurrection parisienne. Le dernier, La Semaine sanglante : Mai 1871. Légendes et comptes (2021), propose un nouveau décompte des morts de la Semaine sanglante, allant jusqu'à « certainement 15 000 morts ».

## Activité au sein de l'Oulipo
Michèle Audin a été invitée d'honneur à une réunion de l'Oulipo, à l'initiative de Jacques Roubaud, à la suite de la publication de Souvenirs sur Sofia Kovalevskaya, son ouvrage à la forme discontinue qui mêle des anecdotes, des chapitres de mathématiques assez pointus, des témoignages, des extraits de correspondance commentés ou encore des pastiches littéraires. On y trouve des clins d'œil à l'Oulipo dans des chapitres de témoignages intitulés « Je me souviens » en référence à Georges Perec ou encore dans un pastiche des Cosmicomics d'Italo Calvino.  Elle est cooptée à l'Oulipo en 2009 où elle est la première oulipienne à porter la double casquette de mathématicienne et d'écrivaine. Les mathématiques sont pour elle à la fois une source d'inspiration pour les contraintes qu'elle invente et une thématique récurrente de son œuvre littéraire. Par exemple, dans son roman La formule de Stokes, l'héroïne est une formule mathématique.  
On lui doit l'invention de contraintes de nature géométrique comme la contrainte de Pascal ou la désarguesienne. La contrainte de Pascal a été expérimentée dans son récit en ligne Mai Quai Conti qui évoque l'histoire de l'Académie des sciences pendant la Commune de Paris : les relations entre les personnages du récit sont déterminées par la position des points d'une figure géométrique illustrant le théorème de Pascal. 
Elle a aussi travaillé avec Ian Monk sur les nonines, c'est-à-dire sur les variantes de la sextine fondées sur des nombres qui ne sont pas des nombres de Queneau, donc avec lesquelles le système de permutation de la sextine ne fonctionne pas.
Son premier roman, Cent vingt et un jours, est fondé sur une onzine, c'est-à-dire une quenine d'ordre 11 (variante de la sextine) à partir de laquelle des personnages, des références littéraires et d'autres éléments du récit permutent de manière réglée. Comme dans la sextine poétique, le dernier mot d'un chapitre est le même que le premier mot du chapitre suivant.

## Publications

### Mathématiques
- The Topology of Torus Actions on Symplectic Manifolds, Springer, 1991
- Holomorphic Curves in Symplectic Geometry, avec Jacques Lafontaine, Brikhauser, 1996
- Les Systèmes hamiltoniens et leur intégrabilité, SMF, 2001. Traduit en anglais, Hamiltonian systems and their integrability, AMS, 2008
- Spinning Tops: A Course on Integrable Systems, Cambridge University Press, 1999
- Symplectic geometry of integrable Hamiltonian systems, avec Ana Cannas da Silva, Eugène Lerman, Birkhäuser 2003
- Géométrie, EDP Sciences, 2005, [lire en ligne], traduit en anglais : Geometry, Springer, 2003
- Torus Actions on Symplectic Manifolds, Springer, 2004
- Théorie de Morse et homologie de Floer, avec Mihai Damian, EDP Science, 2010

### Histoire des mathématiques
- Souvenirs sur Sofia Kovalevskaïa, Calvage et Mounet, 2008,  (ISBN 978-2-916352-05-3). Traduit en anglais : Remembering Sofya Kovalevskaya, Springer, 2011. DOI  10.1007/978-0-85729-929-1
- Fatou, Julia, Montel, le Grand Prix des sciences mathématiques de 1918, et après, Springer, 2009, DOI 
10.1007/978-3-642-00446-9. Traduit en anglais Fatou, Julia, Montel, Springer, 2011
- Une histoire de Jacques Feldbau, Société mathématique de France, collection T, 2010, traduit en allemand : Jacques Feldbau, Topologe, Springer, 2012
- Correspondance entre Henri Cartan et André Weil (1928-1991), Documents Mathématiques 6, SMF, 2011 [présentation en ligne [PDF]]

### Histoire de la Commune
- Eugène Varlin, ouvrier relieur 1839-1871, Libertalia, 2019  (ISBN 978-2-37729-086-4) : présentation d'écrits d'Eugène Varlin
- C'est la nuit surtout que le combat devient furieux : Une ambulancière de la Commune, 1871, Libertalia, coll. « La petite littéraire », 2020, 128 p. (ISBN 978-2-37729-134-2, lire en ligne) : présentation d'écrits en partie inédits d'Alix Payen
- La Semaine sanglante : Mai 1871, légendes et comptes, Libertalia, coll. « La petite littéraire », 2021, 264 p. (ISBN 978-2-37729-176-2)
- La Semaine de mai, Libertalia, 2022, 580 p. (ISBN 978-2-37729-251-6) : première réédition, annotée, du livre de Camille Pelletan

### Littérature
- Une vie brève, Gallimard, coll. « L’Arbalète », 2013, Prix Ève-Delacroix. Traduit en espagnol par Pablo Moíño: Una vida breve, Periférica, 2020
- Cent vingt et un jours, Gallimard, coll. « L’Arbalète », 2014
- Mademoiselle Haas, Gallimard, coll. « L’Arbalète », 2016
- La Formule de Stokes, roman, Paris, Cassini, 2016, 297 p. (ISBN 978-2-84225-206-9)
- Comme une rivière bleue, Gallimard, coll. « L’Arbalète », 2017
- Oublier Clémence, Gallimard, coll. « L’Arbalète », 2018  (ISBN 978-2-07-282117-2)
- Josée Meunier, 19 rue des Juifs, Gallimard, coll. « L'Arbalète », 2021, 208 p. (ISBN 978-2-07-293354-7)
- Paris, boulevard Voltaire, suivi de Ponts, Gallimard, coll. « L’Arbalète », 2023  (ISBN 978-2-07-301879-3)
- La Maison hantée, Les éditions de Minuit, 2025  (ISBN 978-2-7073-5596-6)

Dans la Bibliothèque oulipienne:
- Carrés imparfaits, volume 185, 2010.
- Sextines, encore, volume 191, 2011.
- Deux ruminations géométriques. Vers une transformation rationnelle de la littérature, volume 201, 2013.
- IV-R-16, volume 209, 2012.
- La Vérité sur le Voyage d'hiver, volume 216, 2014.
- Le Monde des nonines, en collaboration avec Ian Monk, volume 219, 2015.
- BO241, volume 241, 2023